# Kyū Sakamoto
Hisashi Sakamoto (坂本 九 Sakamoto Hisashi?,  Yokohama, prefectura de Kanagawa, 10 de diciembre de 1941 - Ueno, prefectura de Gunma, 12 de agosto de 1985), conocido por su nombre artístico de Kyū Sakamoto (坂本 九 Sakamoto Kyū?), fue un cantante, compositor y actor japonés. Su mayor éxito internacional fue su sencillo Sukiyaki Ue o Muite Arukō, conocido fuera de Japón por su canción de éxito internacional, vendió más de 13 millones de copias. Alcanzó el número uno en la lista de Estados Unidos Billboard Hot 100 en junio de 1963, convirtiendo a Sakamoto en el primer artista asiático en tener una canción número uno en esa lista. Sakamoto murió el 12 de agosto de 1985 en el accidente del vuelo 123 de Japan Airlines, junto con otras 519 personas que viajaban en el avión.

## Biografía
Hisashi Sakamoto nació en la ciudad de Yokohama, en la prefectura de Kanagawa (Japón). Era el menor de los 9 hijos del matrimonio formado por Hiroshi Sakamoto e Iku Ōshima, trabajadores de un restaurante. Cuando empezó a estudiar en la escuela básica secundaria comenzó a cantar. En 1958 se integró en el grupo de música vocal japonés The Drifters. Su canción más popular «Ue o muite aruko» (上を向いて歩こう?) («Mirando hacia arriba mientras camino»), más conocida como «Sukiyaki». Fue un éxito en Japón y logró colocarse en el n.º 1 del Billboard pop charts en los Estados Unidos en el año 1963, siendo la única canción íntegramente en idioma japonés en lograrlo. El texto de la canción es en sí triste —algo desconocido para los melómanos— y su letra no tiene nada que ver con el título impuesto en los países anglófonos, ya que el término sukiyaki corresponde en realidad a un plato japonés de carne cocida. Sin embargo, Sakamoto logró colocar otra canción en las listas, titulada «China Nights (Shina no Yoru)», que alcanzó el n.º 58 en 1963. Otro tema de los más apreciados fue «Ashita ga Aru Sa» («Siempre hay un mañana»), que fue retomado por la banda Ulfuls en 2001.
Sakamoto trabajó intensamente en favor de las personas discapacitadas en Japón. «Ashita ga Aru Su» fue el tema de los II Juegos Paralímpicos, celebrados en Tokio en 1964.

## Muerte
El 12 de agosto de 1985, Sakamoto murió trágicamente en el accidente aéreo del vuelo 123 de Japan Airlines. Antes de que el avión impactara fue capaz de escribir una nota de despedida a su esposa Yukiko Kashiwagi. Con ella tuvo dos hijas, Hanako y Maiko.

## Legado
Su canción más popular, «Ue o Muite Arukō» («Camino mirando arriba») fue famosa tanto en Japón como en Estados Unidos. Lanzada por Capitol Records en Norteamérica como «Sukiyaki» (Capitol 4945), logró el primer lugar en la Billboard Hot 100 durante 3 semanas en 1963. Hasta la fecha es la única canción cantada íntegramente en japonés que lo ha logrado. La letra fue escrita por Rokusuke Ei y la melodía fue compuesta por Hachidai Nakamura. La letra nos habla de un hombre que llora mientras camina mirando el cielo. Los versos de la canción describen su agonía a través de cada estación del año.
El título original japonés fue considerado muy difícil de pronunciar y recordar para el público occidental, de modo que se cambió por Sukiyaki, una palabra sencilla que la gente asociaba con Japón, aunque dicha palabra no tenía nada que ver con la letra.
En el Reino Unido, fue la primera canción japonesa en entrar en las listas de ventas, bajo el título americano «Sukiyaki». Sin embargo sólo alcanzó el puesto número 6.
Esta canción fue grabada por el grupo de Taste of Honey para su tercer álbum, "Twice As Sweet" en 1980, pero sin ser grabada como música disco. Como balada Sukiyaki fue su segundo mayor éxito y final de su carrera en 1981, llegando al N.º 1 en la lista de Billboard R&B y en la música Contemporánea para adultos y N.º 3 en Hot 100.
En 1989 la cantante Selena grabó «Sukiyaki» en su álbum titulado Selena.
El asteroide (6980) Kyusakamoto fue nombrado así en su honor.
En el 2011, la canción Sukiyaki formó parte de la banda sonora de la película de animación japonesa "La colina de las amapolas", producida por Goro Miyazaki, hijo del famoso director y cofundador del Studio Ghibli, Hayao Miyazaki. 
El silbido interpretado en Sukiyaki fue sampleado por Avicii en una de sus canciones (Freak) de su álbum postumo en 2019.
Durante la ceremonia de clausura de los Juegos Olímpicos de Tokio 2020, el grupo "Tokyo Ska" interpretó este tema musical a manera de homenaje a Sakamoto.

## Discografía
- Sukiyaki and Other Japanese Hits (1963)
- Kyu Sakamoto Memorial Best (2005)
- Kyu Sakamoto CD & DVD The Best (2005)

## Filmografía
- Takekurabe (1955)
- Subete ga kurutteru (1960)
- Kigeki: ekimae danchi (1961)
- Ushichi jini aimasho (1963)
- Shiawasa nara te o tatake (Aplaude cuando estés feliz) (1964)
- Garibā no Uchū Ryokō (Los viajes de Gulliver más allá de la luna) (1965)
- Kyu-chan no Dekkai Yume (El gran sueño de Kyu-Chan) (1967)
- Tokkan (1975)